# Aterigena
Aterigena és un gènere d'aranyes araneomorfes de la família dels agelènids (Agelenidae). El gènere va ser creat l'any 2010 a partir d'un grup d'espècies anteriorment col·locades dins el gènere Tegenaria i Malthonica, el qual va formar un clade a partir d'una anàlisi filogenètica. El nom és un anagrama de Tegenaria. En un estudi més tardà es comprovà que era monofilètic, i separava Eratigena de Tegenaria i Malthonica.

## Taxonomia
El novembre de 2015, el World Spider Catalog reconeix les següents espècies:
- Aterigena aculeata (Wang, 1992) – Xina
- Aterigena aliquoi (Brignoli, 1971) – Sicília
- Aterigena aspromontensis Bolzern, Hänggi & Burckhardt, 2010 – Itàlia
- Aterigena ligurica (Simon, 1916) – França, Itàlia (espècie tipus)
- Aterigena soriculata (Simon, 1873) – Còrsega, Sardenya